# كيفالوفريسون (تريكالا)
كيفالوفريسون (Κεφαλόβρυσον) هي مدينة في تريكالا في مقاطعة فوريا إلادا في اليونان.